# 空隙性
空隙性(くうげきせい、英: lacunarity)は幾何学においてフラクタルがどのくらい空間を満たしているかを表す指標である。 フラクタル次元は同じでも空間の空き具合が異なるフラクタルを分類比較する際に使用される。
空隙性が低いほど密度が高く、空隙性が高いほどすき間が空いている。

## 語源
空の空間を意味するlacunaを語源とする。したがって、Lacunaが大きいほどすき間が広くなる。